# 特定地域振興重要港湾
特定地域振興重要港湾（とくていちいきしんこうじゅうようこうわん）は、日本において地域振興のため重要な役割を果たすことが期待される港湾で、国が指定した港湾である。
2000年5月に運輸省（現国土交通省）港湾局によって制度新設された。特定地域振興重要港湾に指定されると、地域振興のための調査の重点実施や港湾事業の推進など、国による積極的な支援を受けることができる。
もともとは運輸省が港格と港湾利用の実態との間に乖離のあった重要港湾6港（石狩港、大湊港、福井港、八幡浜港、青方港、水俣港）を地方港湾に格下げした際、地元への配慮からつくられた制度。したがって港湾法上の港格とは無関係の、単なる通称である。
2000年5月の制度新設時に12港湾が指定を受け、同年8月に1港湾が追加指定を受けた。
| 指定港湾                             | 備考     |
| ------------------------------------ | -------- |
| 岩内港                               | 北海道   |
| 大湊港                               | 青森県   |
| 鼠ヶ関港                             | 山形県   |
| 館山港                               | 千葉県   |
| 岩船港                               | 新潟県   |
| 福井港                               | 福井県   |
| 沼津港・松崎港                       | 静岡県   |
| 中部国際空港に関連する港湾           |          |
| 新宮港                               | 和歌山県 |
| 河下港                               | 島根県   |
| 八幡浜港                             | 愛媛県   |
| 青方港                               | 長崎県   |
| 水俣港                               | 熊本県   |
| 沖縄の北部地域の振興の拠点となる港湾 | 追加指定 |